# Боярский, Арон Яковлевич
Арон Яковлевич Боярский (2 (15) октября 1906, Либава — 1985, Москва) — советский экономист-статистик, демограф, доктор экономических наук (1940), профессор (1934), Заслуженный деятель науки РСФСР (1967).

## Биография
Окончил статистическое отделение факультета общественных наук МГУ, где учился в 1923—1926 годах. Член КПСС с 1931. Один из инициаторов создания Московского экономико-статистического института, в 1933-45 зам. директора и одновременно зав. кафедрой статистики, а затем демографии. С 1955 на экономическом факультете МГУ (профессор, зав. кафедрой статистики, зав. кафедрой математических методов анализа экономики).
В 1963—1978 — директор НИИ ЦСУ СССР. Активный участник Всесоюзных переписей населения 1939, 1959, 1970, 1979. Член Международного статистического института (1966).

## Научная деятельность
Внёс большой вклад в развитие советской статистики и демографии. Изучал историю переписей населения. Предложил метод определяющих функций для расчёта таблиц смертности и формулу для вычисления вероятности смерти при деформированной возрастной структуре населения (формула Боярского), обосновал демографический оптимум (наилучшие с экономических позиций параметры населения), решил обратную задачу обобщённой теории стабильного населения, одним из первых начал разработку теории и методики перспективных расчётов населения, социально-гигиенических аспектов демографии.

### Основные работы
- Боярский А. Я. Статистика населения. — М.: Госстатиздат, 1938.
- Боярский А. Я. Курс демографической статистики. — М.: Госстатиздат, 1945.
- Боярский А. Я., Шушерин П. П. Демографическая статистика. — М.: Госстатиздат, 1951.
- Боярский А. Я., Шушерин П. П. Демографическая статистика. — Изд. 2-е. — М.: Госстатиздат, 1955. — 332 с.
- Боярский А. Я. Население и методы его изучения: Сб. науч. трудов. — М.: Статистика, 1975. — 264 с.
- Боярский А. Я. и др. Основы демографии: [Учеб. пособие для экон. спец. вузов] / А. Я. Боярский, Д. И. Валентей, А. Я. Кваша; Под ред. А. Я. Боярского. — М.: Статистика, 1980. — 296 с.